# Janusz Sanocki
Janusz Antoni Sanocki (ur. 5 marca 1954 w Nysie, zm. 7 grudnia 2020 w Kędzierzynie-Koźlu) – polski dziennikarz, polityk i samorządowiec, działacz opozycji antykomunistycznej w PRL, burmistrz Nysy w latach 1998–2001, poseł na Sejm VIII kadencji (2015–2019).

## Życiorys

### Wykształcenie i praca zawodowa
W 1973 ukończył I Liceum Ogólnokształcące Carolinum w Nysie. W 1979 ukończył studia na Akademii Górniczo-Hutniczej w Krakowie. W listopadzie tego samego roku podjął pracę w Fabryce Pomocy Naukowych w Nysie. Następnie był zatrudniony w Nyskim Przedsiębiorstwie Budowlanym i Opolskim Przedsiębiorstwie Budownictwa Przemysłowego nr 1. W 1993 zaczął kierować lokalnym tygodnikiem „Nowiny Nyskie”.
Był autorem książek WoJOWnicy (NTSK, Nysa 2005, ISBN 83-908958-3-8) i Za oknem mur, kolczasty drut… (NTSK, Nysa 2008, ISBN 978-83-928121-0-4), a także publikacji w prasie krajowej i lokalnej (był m.in. stałym felietonistą „Myśli Polskiej”).

### Działalność publiczna
Od 1977 był działaczem Duszpasterstwa Akademickiego w Krakowie oraz kolporterem wydawnictw niezależnych. Według m.in. Encyklopedii Solidarności od 1977 do 1979 był członkiem PZPR. Janusz Sanocki w 2016 stwierdził natomiast, że ubiegał się o członkostwo w PZPR, jednak ostatecznie nie został przyjęty. W 1980 należał do założycieli NSZZ „Solidarność” w Nysie. Kierował MKZ Ziemi Nyskiej, był delegatem na I Krajowy Zjazd Delegatów związku w Gdańsku. We wrześniu 1981 współtworzył i stanął na czele nyskiego Klubu Służby Niepodległości. Po wprowadzeniu stanu wojennego 13 grudnia 1981 został internowany, przebywał w obozach internowania w Opolu, Grodkowie, Kamiennej Górze, Głogowie, Nysie, Uhercach. Zwolniony został 10 grudnia 1982, zaangażował się w podziemną działalność wydawniczą.
W 1985 za działalność opozycyjną aresztowany, skazano go na karę 1 roku i 6 miesięcy pozbawienia wolności z warunkowym zawieszeniem jej wykonania. W 1986 inicjował powstanie jawnej regionalnej struktury związkowej – Tymczasowej Rady Regionalnej NSZZ „Solidarność” Śląska Opolskiego. W 1989 brał udział w obradach Okrągłego Stołu w zespole polityki mieszkaniowej, w tym samym roku w okresie wyborów współorganizował kampanię „Solidarności” w województwie opolskim (jako wiceprzewodniczący wojewódzkiego KO). Wycofał się następnie z działalności związkowej.
W 1990 utworzył nyski Komitet Obywatelski, który wygrał pierwsze wybory samorządowe w Nysie. W 1991 został członkiem Kongresu Liberalno-Demokratycznego, w latach 1992–1993 należał do Unii Polityki Realnej. W 1993 wycofał się z partyjnej aktywności i założył lokalne stowarzyszenie Liga Nyska. Od 1995 był związany z organizacjami działającymi na rzecz jednomandatowych okręgów wyborczych. W 2000 został wybrany na prezesa Stowarzyszenia na rzecz Zmiany Systemu Wyborczego „JOW”. Pełnił tę funkcję do 2008. Od 1994 do 2006 był radnym rady miejskiej w Nysie, a w latach 1998–2001 sprawował urząd burmistrza Nysy (odwołany w trakcie kadencji przez radę miejską po nieuzyskaniu przez zarząd miasta absolutorium). Był delegatem strony polskiej do Parlamentu Euroregionu Pradziad z siedzibą w Prudniku. W 2006 został wybrany do rady powiatu nyskiego. Od listopada 2006 do marca 2007 był członkiem jego zarządu.
W wyborach parlamentarnych w 2007 kandydował do Senatu w okręgu nr 20 z poparciem Ligi Polskich Rodzin (zajął 13. miejsce wśród 15 kandydatów). W wyborach do Parlamentu Europejskiego w 2009 jako bezpartyjny bez powodzenia ubiegał się o mandat europosła z ramienia Prawicy Rzeczypospolitej w okręgu wyborczym Katowice. Pełnił funkcję pełnomocnika okręgowego tej partii w Opolu. W wyborach samorządowych w 2010 i w 2014 uzyskiwał reelekcję do rady powiatu z listy Ligi Powiatu Nyskiego. W wyborach parlamentarnych w 2011 został kandydatem Prawa i Sprawiedliwości do Senatu w okręgu nr 51 (jako bezpartyjny). Po ujawnieniu przez media wypowiedzi dla białoruskiej telewizji, w których Janusz Sanocki miał zarzucać polskim mediom kreowanie nieprawdziwego obrazu Białorusi, poparcie PiS jeszcze przed wyborami zostało wycofane.
Zaangażował się w działalność ruchu związanego z Pawłem Kukizem oraz w jego kampanię przed wyborami prezydenckimi w 2015. W wyborach parlamentarnych w tym samym roku otworzył listę wyborczą zorganizowanego przez niego komitetu wyborczego wyborców Kukiz’15 w okręgu opolskim. Uzyskał mandat posła VIII kadencji, otrzymując 15 705 głosów. Nie został przyjęty do klubu parlamentarnego Kukiz’15 i pozostał posłem niezrzeszonym. W sierpniu 2019 objął funkcję przewodniczącego nowo powstałego koła poselskiego Przywrócić Prawo. W wyborach parlamentarnych w 2019 z ramienia komitetu o tej nazwie bezskutecznie ubiegał się o mandat senatora X kadencji z okręgu wyborczego nr 51. W 2020 pełnił funkcję prezesa Nyskiego Towarzystwa Społeczno-Kulturalnego.
W 2020 prokurator w Opolu przedstawił mu zarzuty związane z incydentami z sierpnia i października 2019: zniszczenia mienia Urzędu Wojewódzkiego w Opolu, naruszenia nietykalności funkcjonariuszy publicznych oraz naruszenia miru domowego w związku z odmową opuszczenia biura delegatury Krajowego Biura Wyborczego w Opolu. Polityk nie przyznał się do ich popełnienia.
Krytykował działania rządu Prawa i Sprawiedliwości w walce z pandemią COVID-19, twierdząc, że COVID-19 jest „medialną manipulacją społeczeństwem i doprowadzeniem do strachu i paraliżu wszystkich na całym świecie”. Zdania nie zmienił nawet po tym, jak pod koniec listopada 2020 sam zachorował na tę chorobę. Zmarł wskutek COVID-19 w szpitalu w Kędzierzynie-Koźlu 7 grudnia 2020. Został pochowany na cmentarzu komunalnym w Nysie.

## Życie prywatne
Syn Bronisława i Stanisławy. Był żonaty z Elżbietą.

## Odznaczenia
W 2001, za zasługi w działalności na rzecz przemian demokratycznych w Polsce, został odznaczony Srebrnym Krzyżem Zasługi. W 2017 został odznaczony przez minister edukacji narodowej Annę Zalewską Medalem Komisji Edukacji Narodowej, co uzasadniono udziałem w obronie nauczania historii w szkołach w 2012. W 2016 otrzymał Krzyż Wolności i Solidarności.